# Джалон Мандінго
Джалон Мандінго — найбільша у світі бокситоносна провінція, що розташована головним чином в Гвінеї, частково — в Малі. Відкрита французькими геологами у 1950-х роках.

## Характеристика
Містить близько 640 родовищ і виявів бокситів. У західній її частині розташований найбагатший бокситоносний район Боке-Гаваль, на території якого виявлені 100 бокситових родовищ різного масштабу із загальними запасами близько 13 млрд т при середньому вмісті Al2O3 бл. 48%.
У цьому районі французькими геологами в 1950-х роках було відкрите найбільше у світі бокситове родовище Сангареді, що являє собою єдиний поклад площею близько 10 кв.км. За високою якістю бокситів (вміст Al2O3 60-62%, SiO2 — менше 1%) і великою потужністю бокситового пласта (18—24 м, місцями до 40 м) родовище Сангареді унікальне, єдине у світі. Початкові запаси його — 300 млн т.